# Georg Prange
Georg Prange (Hannover, 1 de janeiro de 1885 — Hannover, 3 de fevereiro de 1941) foi um matemático alemão.
Prange estudou a partir de 1903 na Universidade de Göttingen, onde foi aluno de Felix Klein e David Hilbert. Depois de passar dois semestres letivos em Munique retornou a Göttingen, tendo de abandonar os estudos por causa de uma quase fatal doença pulmonar. Somente a partir de 1910 pode voltar a estudar. Formou-se em matemática em 1912, sendo a seguir assistente na Universidade Técnica de Hanôver sob a supervisão de Conrad Heinrich Müller. Doutourou-se em 1914 em Göttingen sob a orientação de Hilbert com uma tese sobre o Princípio de Hamilton (Die Hamilton-Jacobische Theorie für Doppelintegrale). Interessou-se depois por formulações variacionais da teoria da elasticidade. Investigou também trabalhos de William Rowan Hamilton sobre óptica geométrica e seu papel na origem dos trabalhos de Hamilton sobre mecânica. Sua tradução dos trabalhos de Hamilton foram financiadas pela firma Zeiss. Após alguns meses como docente em Halle foi professor em Hanôver em 1921. 

## Publicações
- com Conrad Müller Angewandte Mechanik, Hanôver, Helwingsche Verlagsbuchhandlung, 1923
- Vorlesungen über Integral- und Differentialrechnung, 2 volumes, Springer Verlag 1943
- Prange „Die allgemeinen Integrationsmethoden der analytischen Mechanik, Enzyklopädie der mathematischen Wissenschaften 1933
- Prange „Die Hamilton-Jacobi-Theorie für Doppelintegrale, Dissertation 1915
- Hamiltons Beitrag für die geometrische Optik, Jahresbericht DMV
- W. R. Hamilton´s Abhandlungen zur Strahlenoptik, Leipzig, Akademische Verlagsgesellschaft 1933